# Bateria de Pouso Triste
A Bateria de Pouso Triste localizava-se no sítio de Pouso Triste, desfiladeiro na estrada que subia da povoação de Mangaratiba para a Vila de São João do Príncipe (atual cidade de Rio Claro), ao sul do estado brasileiro do Rio de Janeiro.

## História
De acordo com SOUZA (1885), neste trecho da estrada para a Corte houve uma fortificação irregular, artilhada com duas peças, erguida em 1822 por José Custódio Henriques, às próprias expensas, mediante a mercê do posto de Alferes de Ordenanças. Essa posição defensiva perdeu a função estratégica com a posterior mudança da estrada (op. cit., p. 114).
GARRIDO (1940) comenta que, em 1838, as fortificações de Mangaratiba, entre as quais esta bateria se inscrevia, eram comandadas pelo Capitão Francisco José de Carvalho (op. cit., p. 128).
Não se encontra relacionada entre as defesas do setor Sul ("Fortificações de Sepetiba") no "Mapa das Fortificações e Fortins do Município Neutro e Província do Rio de Janeiro" de 1863, no Arquivo Nacional (CASADEI, 1994/1995:70-71).